# Jerzmanowice (Neder-Silezië)
Jerzmanowice (Duits: Haynauisch Hermsdorf) is een dorp in de Poolse woiwodschap Neder-Silezië. De plaats maakt deel uit van de gemeente Chojnów.